# Carpelimus blediinus
Carpelimus blediinus är en skalbaggsart som först beskrevs av Leconte 1877.  Carpelimus blediinus ingår i släktet Carpelimus och familjen kortvingar. Inga underarter finns listade i Catalogue of Life.